# Clopot de navă

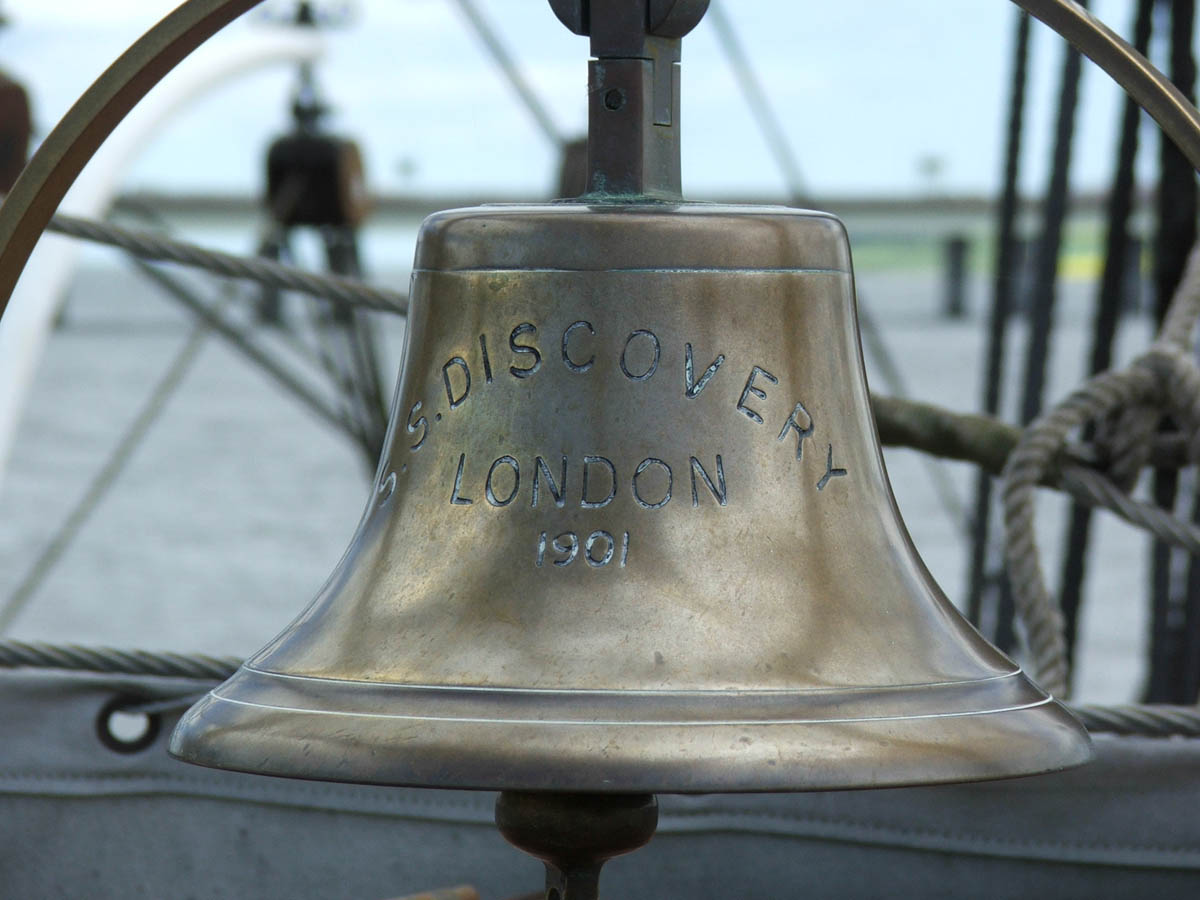
Clopotul velierului Discovery, intrat în istorie prin Expediția Discovery în Antarctica (1901-1904)

Clopotul de navă (denumit și clopot de bord) este un instrument de percuție, utilizat pe o navă ca mijloc de avertizare sonoră în condiții de vizibilitate redusă, în special ceață.
De regulă, clopotul trebuie să aibă la gură un diametru de cel puțin 30 cm (12 inci) și să fie instalat într-un loc din care sunetul să se propage în toate direcțiile.
De obicei, pe clopotul navei se înscrie numele acesteia și anul lansării la apă.
În trecut, clopotele erau utilizate în principal, pentru trei tipuri de situații: 
1. semnalizarea poziției, salut și comunicare între nave;
2. semnale pentru echipajul navei și marcarea trecerii timpului;
3. alarmare.

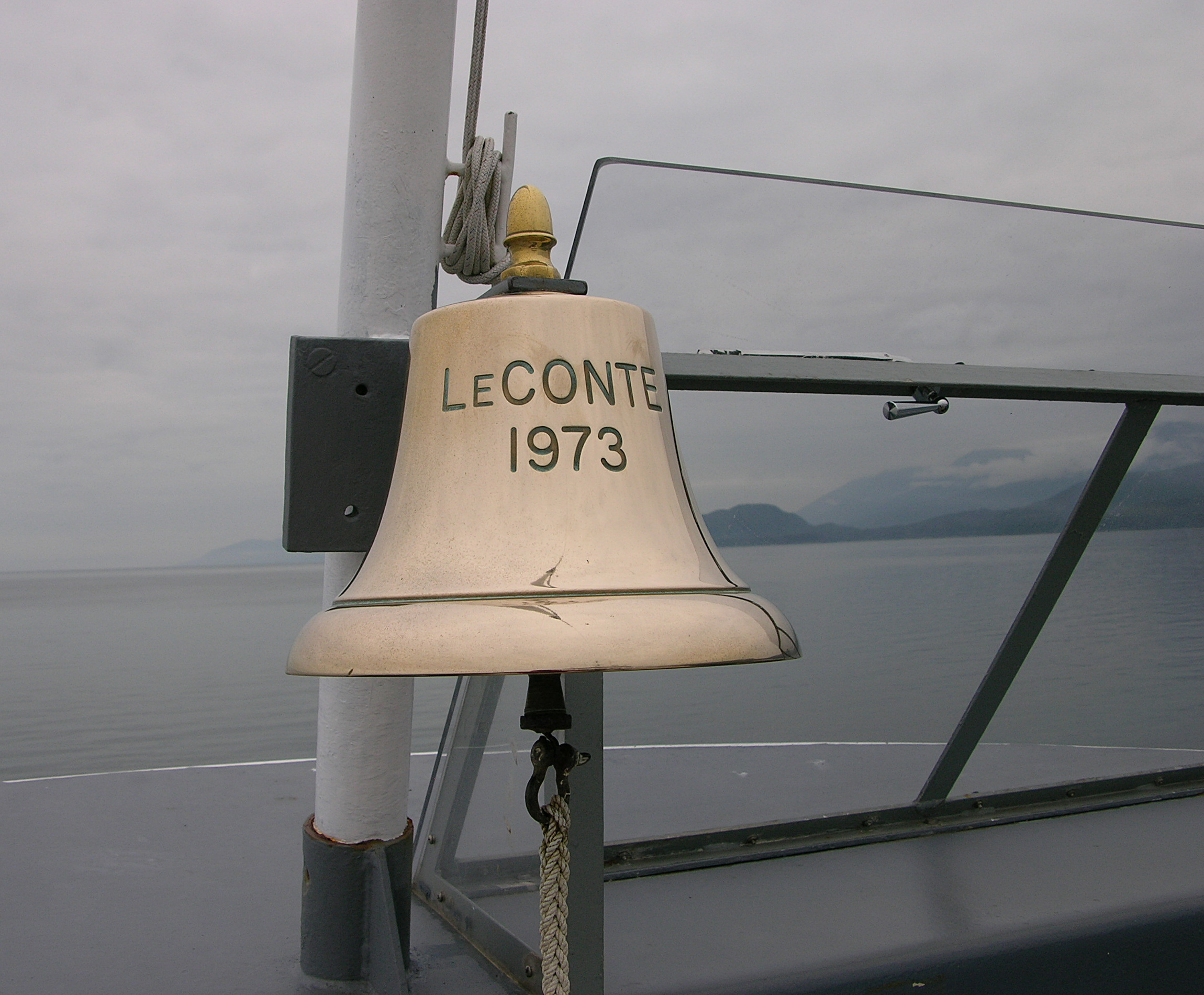
Clopotul de navă al feribotului LeConte

În prezent, Regulamentul internațional pentru prevenirea coliziunilor pe mare prevede că o navă având o lungime de 12 m sau mai mare trebuie să fie prevăzută cu un fluier și cu un clopot, iar o navă a cărei lungime este de 100 m sau mai mare trebuie sa aibă în plus un gong al cărui sunet sau timbru nu trebuie să poată fi confundat cu acelea ale clopotului. Clopotul sau gongul, sau amândouă, pot fi înlocuite cu un alt echipament având respectiv aceleași caracteristici sonore, cu condiția ca să fie posibilă întotdeauna acționarea manuală pentru producerea semnalelor prescrise.
O navă aflată la ancoră trebuie să bată clopotul rapid, timp de aproximativ 5 secunde, la intervale de cel mult un minut. La o navă cu lungimea de 100 metri sau mai mult se va bate clopotul la prova navei și imediat după aceea se va bate rapid gongul timp de aproximativ 5 secunde la partea din pupa a navei. O navă aflată la ancoră poate, în plus, să emită trei sunete consecutive și anume, un sunet scurt, unul lung și unul scurt pentru avertizarea unei nave care se apropie, asupra poziției sale și posibilitatea unei coliziuni.
O navă eșuată trebuie să bată clopotul și, dacă este nevoie, să bată gongul, și în plus, imediat înainte și după bătăile rapide de clopot va emite 3 lovituri de clopot separate și distincte. În plus o navă eșuată poate emite cu fluierul un semnal corespunzător.
În afară de aceste utilizări reglementate internațional, rolul clopotelor la bordul navelor s-a restrâns la acela de a marca ceremoniile legate de activitățile navei sau comemorarea membrilor echipajului pierduți pe mare.
După retragerea din serviciu a navelor aprținând flotelor comerciale, dar mai ales militare, majoritatea țărilor preiau clopotele care le-au deservit și le păstrează, fie în muzee specializate pe lângă căpităniile unor porturi, fie în muzee navale. La fel se procedează și cu clpotele de bord recuperate aparținând navelor scufundate.
Astfel, de exemplu, Muzeul Marinei Române din Constanța are în colecțiile sale mai multe clopote de navă, cum ar fi clopotul de bord de pe torpilorul "Zmeul", construit la Șantierul Naval Fiume (Austro-Ungaria). Clopotul, care poartă data 1914, are înălțimea de 40 cm, diametrul de 35 cm și o greutate de 10 kg.. Are și trei clopote de bord unicat, datând din anul 1906, care au aparținut unor vedete fluviale de siguranță. Unul din ele este clopotul care s-a aflat în dotarea vedetei nr. 7 „Locotenent Dimitrie Călinescu”, între anii 1906-1953. Realizat din bronz turnat și strunjit în formă tronconică, clopotul cu o înălțime de 27 cm și cu diametrul mare de 15 cm a fost construit pe Șantierul Naval „Thames Ironworks”, Londra. Construite pe același șantier au fost și clopotele aflate în dotarea vedetelor fluviale nr. 3 „Căpitan Mihail Romano” și nr. 5 „Maior Gheorghe Șonțu”. Cele trei obiecte sunt incluse în categoria bunurilor culturale de importanță tehnică.